# Bamir Topi
Bamir Myrteza Topi (* 24. dubna 1957 v Tiraně) je albánský politik, v letech 2007-2012 albánský prezident.

## Život
Po úspěšném ukončení studií veterinární medicíny v Itálii a po obdržení doktorského titulu se Topi stal ředitelem institutu pro veterinární vědy. V letech 1996 – 1997 byl krátce ministrem zemědělství a výživy. Jako člen Demokratické strany Albánie byl třikrát zvolen do Albánského parlamentu. Dvakrát byl zároveň předsedou klubu a Demokratické strany a členem odborných výborů.
Bamir Topi byl zvolen prezidentem 20. července 2007 díky hlasům šesti opozičních poslanců ze Socialistické strany Albánie. Ostatní členové této strany hlasování bojkotovali, protože požadovali kandidáta, který by zastupoval většinu (de facto byl nadstranický). Topi byl do toho času viceprezidentem Demokratické strany. 24. července nastoupil do úřadu jako nástupce Alfreda Moisiua. Topi je ženatý (manželka Teuta), má dvě dcery (Nada a Etida). Je čestným prezidentem FK Tirana.